# André Leon Talley
André Leon Talley (16. října 1949 Washington, D.C., USA – 18. ledna 2022 White Plains, New York) byl americký módní novinář. 
Vyrůstal u prarodičů na jihu USA v éře Jima Crowa. Studoval na Severokarolínské centrální univerzitě, kde v roce 1970 získal titul BA z francouzské literatury. Později získal stipendium na Brownovu univerzitu, kde roku 1972 získal titul MA z téhož oboru.

Počínaje rokem 1974 pracoval v ateliéru Andyho Warhola zvaném The Factory a zároveň ve Warholově časopisu Interview. Později pracoval pro módní periodika Women's Wear Daily, W a nakonec i Vogue. V roce 2008 měl malou cameo roli ve filmu Sex ve městě.